# Нагрудный почётный лётный знак
Почётный лётный знак (нем. Flieger-Erinnerungsabzeichen) — немецкая награда в виде нагрудного знака, которой награждались отставные и продолжающие службу летчики, участники Первой мировой войны или прослужившие в Люфтваффе не менее 15 лет или получившие ранение в ходе боевых действий.

## Основание награждения
- Выход в отставку.
- За участие лётчика в Первой мировой войне.
- За выслугу лет в Люфтваффе не менее 15 лет.
- За ранение, полученное в ходе боевых действий.

## Дизайн
Нагрудный знак представляет собой венок из дубовых листьев с вплетенной в него лентой, в котором изображён орел, сидящий на краю скалы. Ниже изображена свастика. Знак цельнометаллический с плоским задником и вертикальной заколкой игольчатого типа.

## Правила ношения
Нагрудный знак носился с левой стороны сразу под Железным крестом 1-го класса или аналогичной ему наградой. Мог носиться также на гражданской одежде.